# 2014 RL74
2014 RL74 ist ein großes transneptunisches Objekt, das bahndynamisch als nahes oder erweitertes Cubewano oder DO eingestuft wird. Aufgrund seiner Größe ist der Asteroid ein Zwergplanetenkandidat.

## Entdeckung
2014 RL74 wurde am 11. September 2014 von DECam entdeckt. Die Entdeckung wurde am 6. Februar 2020 bekanntgegeben.
Nach seiner Entdeckung ließ sich 2014 RL74 auf Fotos bis zum 4. Juli 2013, die ebenfalls im Rahmen des Pan-STARRS-Programmes gemacht wurden, zurückgehend identifizieren und so seinen Beobachtungszeitraum um ein Jahr verlängern, um so seine Umlaufbahn genauer zu berechnen. Im September 2018 lagen insgesamt 93 Beobachtungen über einen Zeitraum von 5 Jahren vor. Die bisher letzte Beobachtung wurde im Mai 2018 auch wieder am Pan-STARRS-Teleskop durchgeführt. (Stand 2. März 2019)

## Eigenschaften

### Umlaufbahn
2014 RL74 umkreist die Sonne in 323,3 Jahren auf einer stark elliptischen Umlaufbahn zwischen 37,35 AE und 56,85 AE Abstand zu deren Zentrum. Die Bahnexzentrizität beträgt 0,206, die Bahn ist 30,27° gegenüber der Ekliptik geneigt. Derzeit ist der Planetoid 48,42 AE von der Sonne entfernt. Das Perihel durchlief er das 2159, der nächste Periheldurchlauf dürfte also im Jahre 2159 erfolgen.
Marc Buie (DES) klassifiziert den Planetoiden als erweitertes SDO (ESDO bzw. DO), während das Minor Planet Center ihn als Cubewano einordnet; letzteres führt ihn allgemein auch als «Distant Object».

### Größe
Derzeit wird von einem Durchmesser von 336 km ausgegangen, basierend auf einem Rückstrahlvermögen von 6 % und einer absoluten Helligkeit von 5,4 m. Ausgehend von einem Durchmesser von 336 km ergibt sich eine Gesamtoberfläche von etwa 464.000 km2. Die scheinbare Helligkeit von 2014 RL74 beträgt 22,28 m.
Da anzunehmen ist, dass sich 2014 RL74 aufgrund seiner Größe im hydrostatischen Gleichgewicht befindet und somit weitgehend rund sein muss, sollte er die Kriterien für eine Einstufung als Zwergplanet erfüllen. Mike Brown geht davon aus, dass es sich bei 2014 RL74 um möglicherweise einen Zwergplaneten handelt.
| Jahr                                         | Abmessungen km | Quelle   |
| -------------------------------------------- | -------------- | -------- |
| 2025                                         | 336,0          | Johnston |
| 2025                                         | 316,0          | Brown    |
| Die präziseste Bestimmung ist fett markiert. |                |          |